# アオクビコガモ
アオクビコガモ （青首小鴨、学名：Anas castanea）は、カモ目カモ科に分類される鳥類の一種。

## 分布
オーストラリア（固有種）

## 生態
オスは独特の緑色の頭部と栗色の茶色い首が特徴的で、尾羽は白い。メスはハイイロコガモに酷似した斑状の濃い茶色と灰色の胴体をしている。オスメス共に目は濃い赤色をしている。
沿岸地域の河口や湿地に生息している。塩分濃度が高い水にも耐える事ができるが、飲むのは淡水である。乾季には淡水湖、貯水池、下水地等に飛来する。雑食性で、植物の種子や昆虫、沿岸部の軟体動物や甲殻類を食べる。

## 絶滅危惧評価
- LEAST CONCERN (IUCN Red List Ver. 3.1 (2001))
[2]

## 参照・注釈
1. 1 2  “Chestnut Teal”. Birds in Backyards. 2019年12月25日閲覧。
2. ↑  Anas castanea  (Species Factsheet by BirdLife International)